# NGC 6949
NGC 6949 ist eine Spiralgalaxie vom Hubble-Typ Sc im Sternbild Kepheus am Nordsternhimmel. Sie ist schätzungsweise 133 Millionen Lichtjahre von der Milchstraße entfernt.
Das Objekt wurde am 20. September 1886 von Lewis Swift entdeckt.

## NGC 6949-Gruppe (LGG 439)
| Galaxie   | Alternativname | Entfernung/Mio. Lj |
| --------- | -------------- | ------------------ |
| PGC 65150 | UGC 11613      | 129                |
| PGC 65189 | UGC 11616      | 244                |
| PGC 65381 | UGC 11636      | 124                |
| NGC 6949  | PGC 65010      | 133                |